# Marcus William Robertson
Marcus William Robertson (Flintville, 12 febbraio 1870 – Portland, 24 maggio 1948) è stato un militare statunitense, decorato con la Medal of Honor durante il corso della guerra filippino-americana.

## Biografia
Nacque a Flintville, nel Wisconsin, il 12 febbraio 1870, e si arruolò nell’esercito a Hood River, in Oregon, nel maggio 1898. All’epoca dello scoppio della guerra filippino-americana prestava servizio come soldato nella Compagnia "B" del 2nd Oregon Volunteer Infantry Regiment, e dopo lo scoppio delle ostilità fu assegnato ad una speciale unità denominata Young's Scouts, formata da elementi provenienti dai seguenti reparti: 1st North Dakota Volunteers,  2nd Oregon Volunteers, e 4th U.S. Cavalry. Il 16 maggio 1899 il suo reparto, forte di 22 scout, impegnò combattimento contro una forte formazione nemica, composta da 600 insorti, a San Isidro, e nonostante la grande inferiorità numerica del suo reparto egli contribuì fortemente alla vittoria. Per questo fatto il 28 aprile 1906 fu insignito della Medal of Honor, la più alta decorazione militare americana.
In seguito raggiunse il grado di sergente e prestò servizio in Francia con l’American Expeditionary Forces durante la prima guerra mondiale. Si spense a Portland il 24 maggio 1948, all’età di 78 anni, e il suo corpo fu sepolto presso il cimitero di Pine Grove, a Hood River.

## Gallery

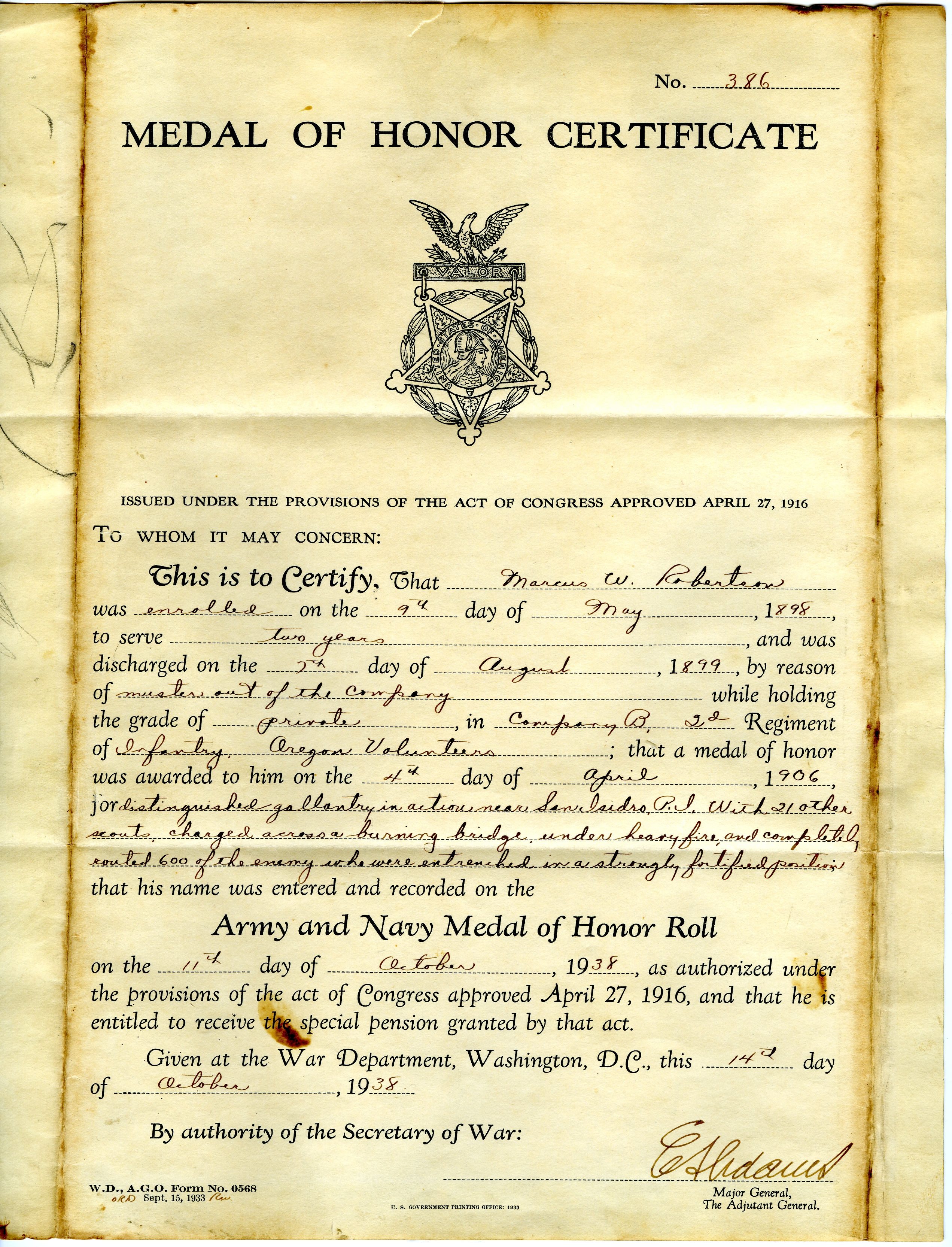
Certificato della concessione della Medal of Honor a Marcus W. Robertson.
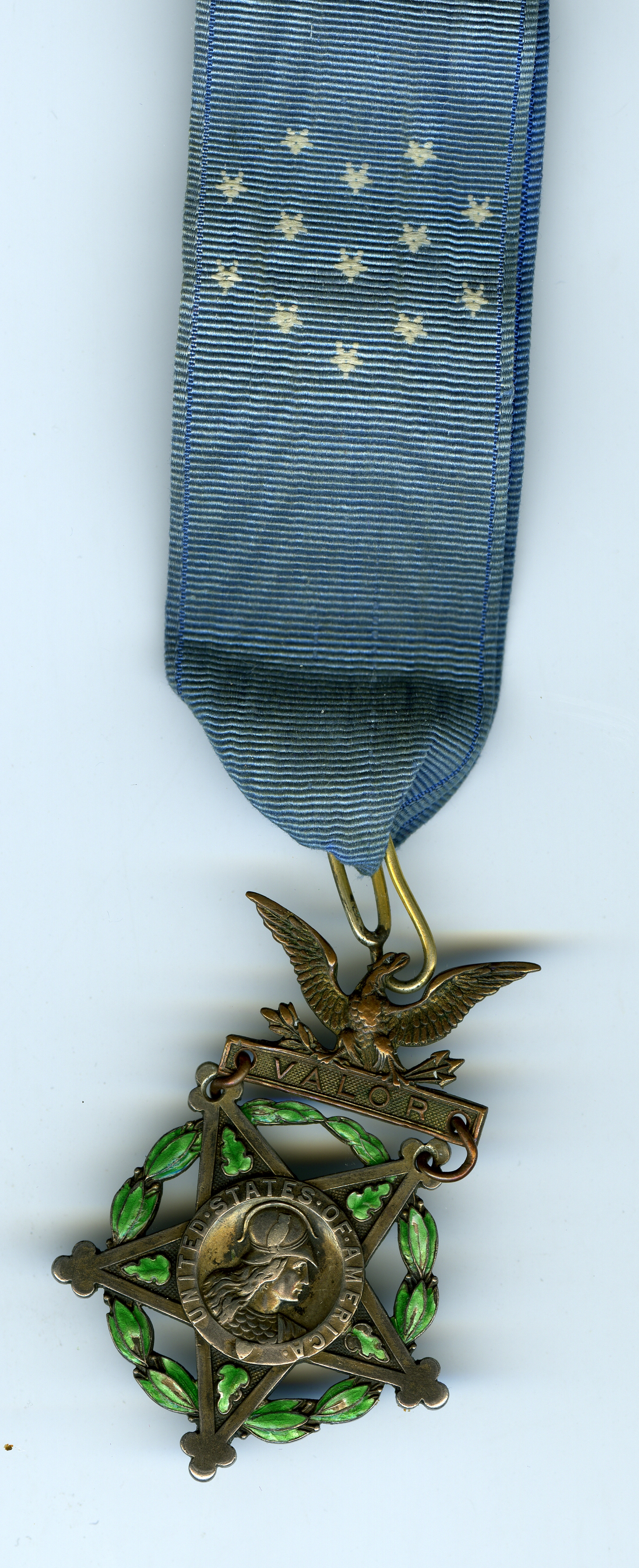
Fronte della Medal of Honor di Marcus W. Robertson
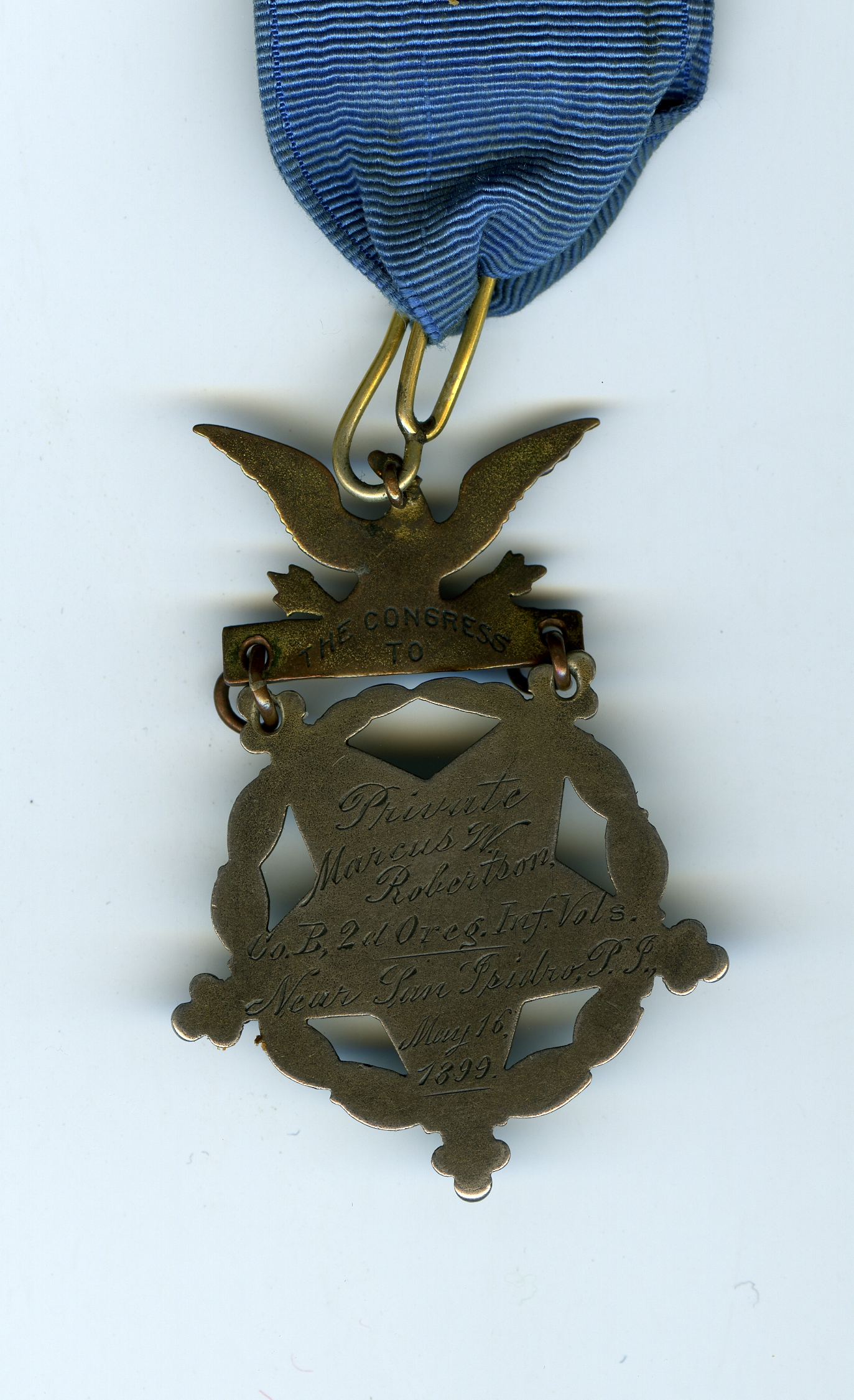
Retro della Medal of Honor di Marcus W. Robertson con l’iscrizione del suo nome.
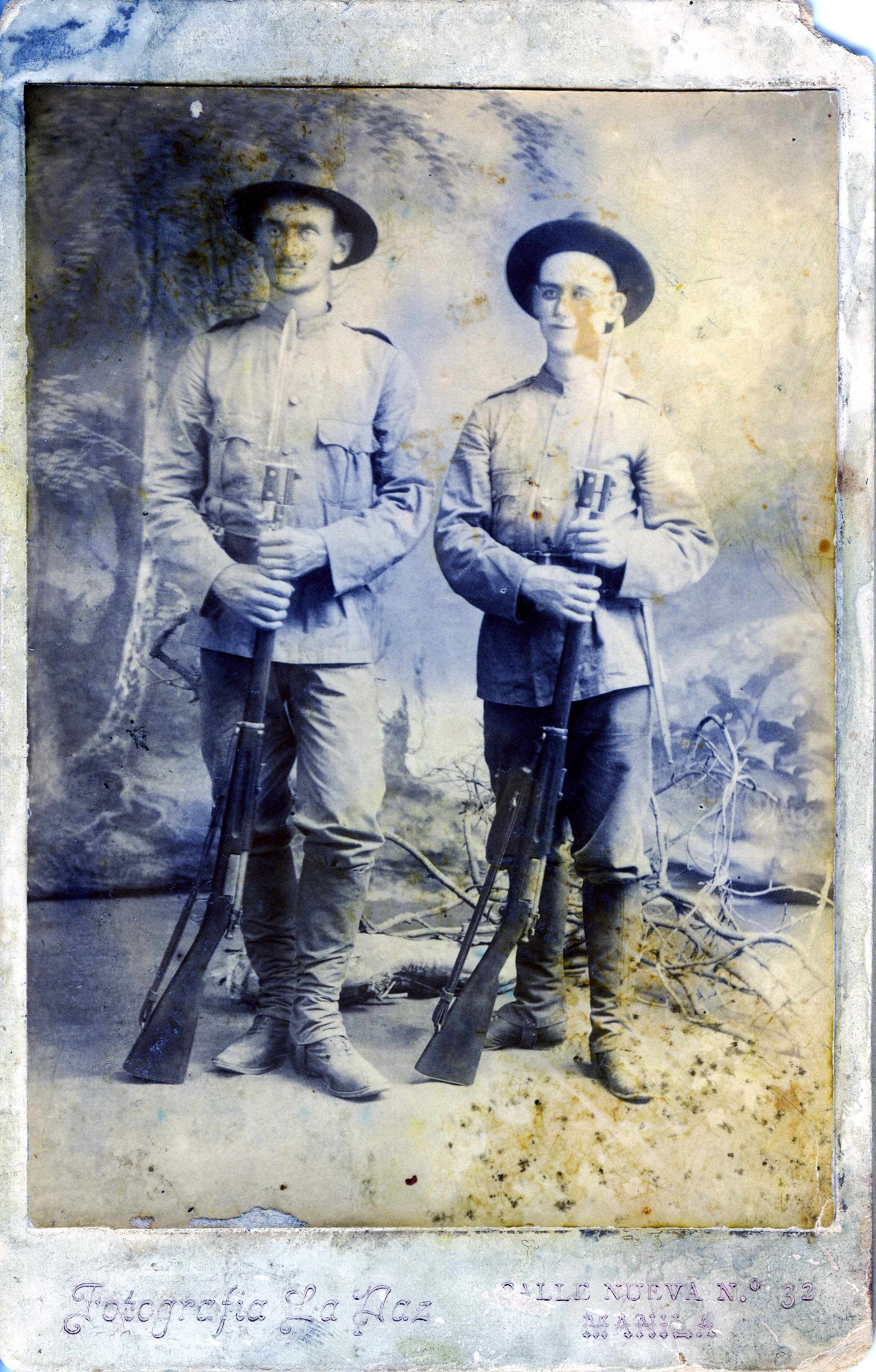
Edward Eugene Lyon (sinistra) e Marcus W. Robertson a Manila, Filippine.
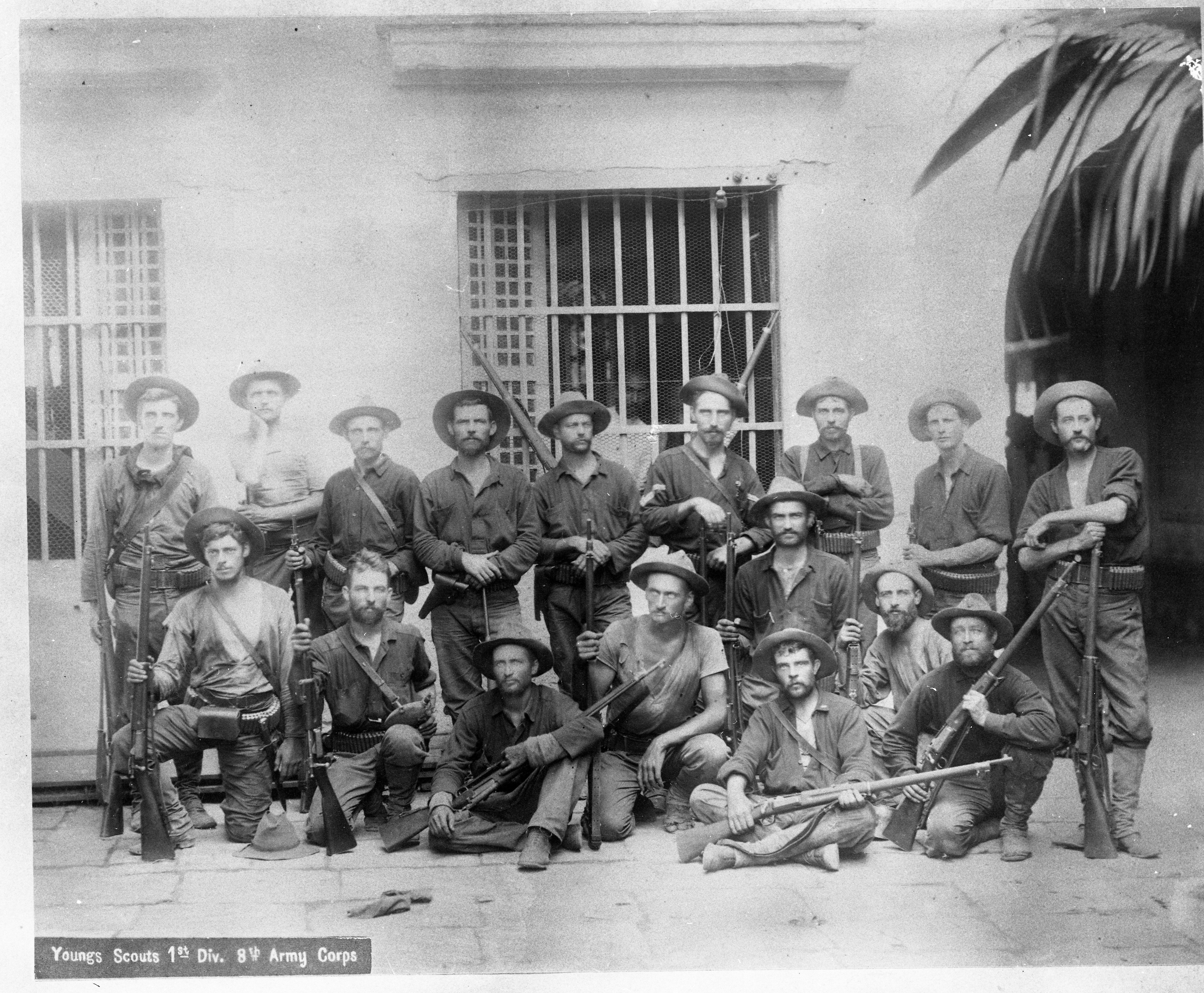
Foto degli Young's Scouts nelle Philippines, Marcus W. Robertson è il 2 accovacciato a destra.
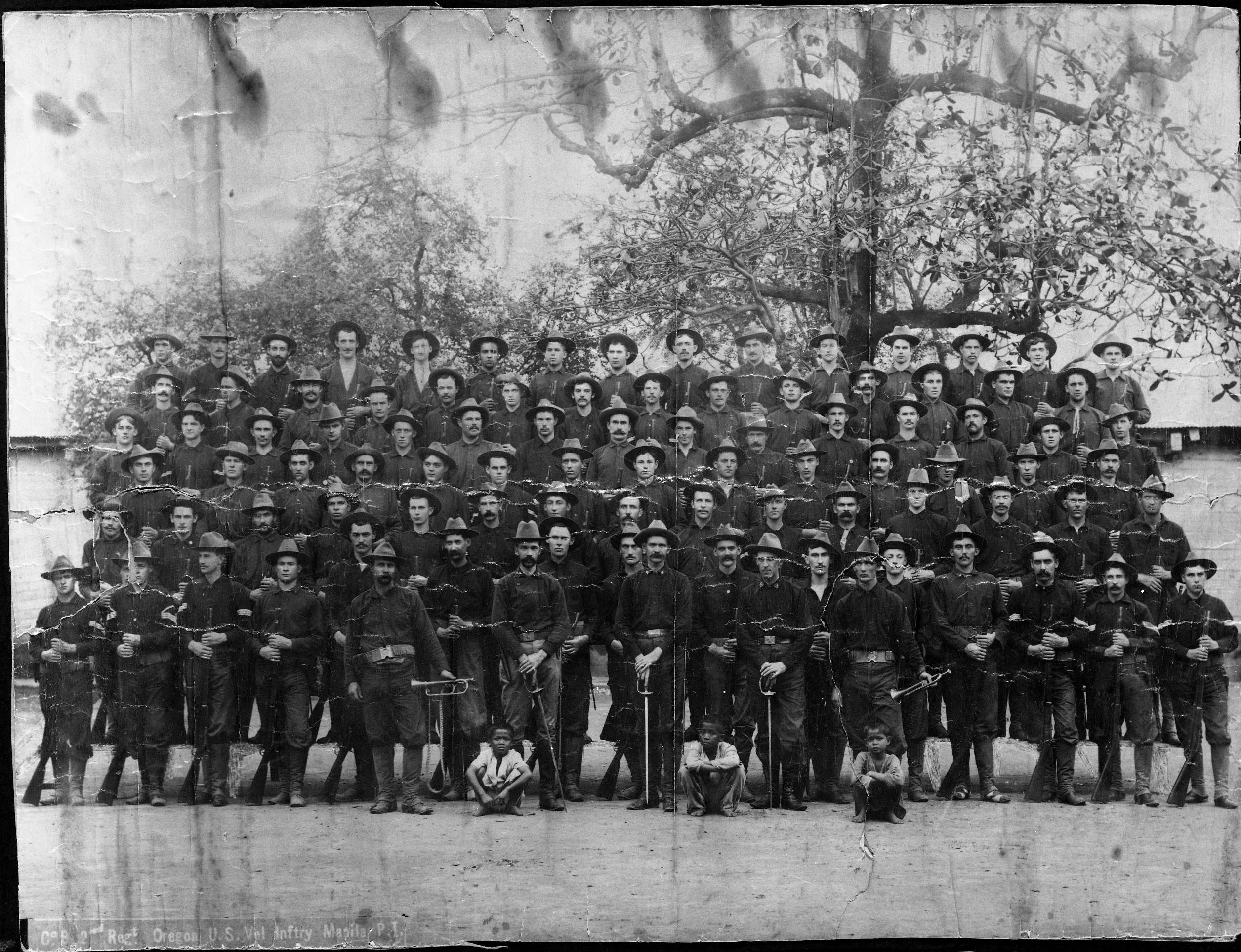
La Compagnia B del 2nd Oregon Volunteer Infantry Regiment, US Infantry, incluso Marcus W. Robertson seconda da destra nella file superiore.